# الفراضية
فراضية كانت قرية فلسطينية تبعد 8 كيلومتر جنوب غرب مدينة صفد. استشهد مائة من أبناءها في حرب 1948. دُِمرت القرية وشردت القوات الصهيونية سكانها وأقاموا مستعمرة “فرود” على أراضيها.

## الموقع الجغرافي
بنيت قرية فراضية في موقع مشرف على طريق صفد – الناصرة. وتقع على بعد 14 كم إلى الجنوب الغربي من صفد، وعلى بعد 35 كم إلى الشرق من عكا أسفل جبل الجرمق من جهة الجنوب، ومنه تنبع عينها الغزيرة المياه.
يحيط بالفراضية من الشمال السموعي، ومن الشرق الشونة والظاهرية التحتا، ومن الجنوب الشرقي ياقوق، ومن الجنوب المغار، ومن الغرب كفر عنان والرامة، ومن الشمال الغربي بيت جن وعين الأسد. وقد وصلت مساحة أراضيها قبل عام 1948 إلى نحو 19,747 دونماً فاتصل زيتونها بزيتون كفر عنان والرامة. وبجوارها طواحين تديرها المياه القوية، وفيها مقام ولي الله الشيخ منصور. وقد ازداد عدد سكانها من 465 نسمة سنة 1931 إلى 670 نسمة سنة 1945، وكانت فيها مدرسة ابتدائية كاملة.

## احتلال القرية عام 1948
لجأ سكان القرى المجاورة ولا سيما (عكبرة والظاهرية التحتا) إلى الفراضية في أوائل مايو 1948، يوم فروا من هجوم الصهاينة الذي يعرف في الرواية الإسرائيلية بـ عملية يفتاح وذلك استنادا إلى شهادة بعض سكان عكبرة. ويفهم من تاريخ حرب 1948 أن القرية لم تقع تحت السيطرة الإسرائيلية إلا في أكتوبر 1948، في سياق عملية حيرام (انظر عرب السمنية قضاء عكا) ولعلها كانت واحدة من القرى التي احتلت عندما نفذت قوات إسرائيلية متعددة عملية تطويق للاستيلاء على جيب فلسطيني في الجليل الأوسط غربي صفد والظاهر أنها لم تتعرض لهجوم مباشر فقد مكث كثيرون من سكانها في منازلهم، بحسب ما يبدون، حتى فبراير 1949 تزايد دعم كبار المسؤولين الإسرائيليين لخطة تقضي بطرد سكان القرية، من ذلك أن وزير شؤون الأقليات بيخور شيتريت دافع عن ضرورة طردهم بحجة الحول دون «تسلل» اللاجئين إلى القرية وقد نقل المؤرخ الإسرائيلي بني موريس إن عمليات التسلل لم تتوقف فسيكون على إسرائيل أن تفتح (الجليل مرة أخرى) ويضيف موريس أن لجنة نقل العرب من موضع إلى موضع تبنت في 15 كانون الأول /ديسمبر 1948، اقتراحا يقضي بطرد 261 ممن بقي من سكان الفراضية وكفر عنان (قضاء عكا) ولكن هذه الخطة لم تنفذ إلا في شباط فبراير 1949. وقد طرد بعض هؤلاء السكان إلى قرية أخرى تقع تحت السيطرة الإسرائيلية، بينما طرد آخرون إلى منطقة المثلث والضفة الغربية.

## القرية اليوم
الموقع مهجور وتكسوه النباتات البرية الشائكة والأشجار وأكوام الحجارة من المنازل المدمرة. وينبت الصبار في الأراضي المحيطة بالموقع التي تستعمل، أساساً، مرعى للمواشي. وقد شجر بعض أجزاء منها وبات يستخدم منتزهات للإسرائيليين.
في سنة 1949، أسست إسرائيل مستعمرة فرود على أراضي القرية وهي تبعد نحو 300م إلى الشرق من موقع القرية المدمرة. أما مستعمرة شيفر التي أنسئت في سنة 1950 على أراضي القرية، فتقع شمالي الموقع.

## صور

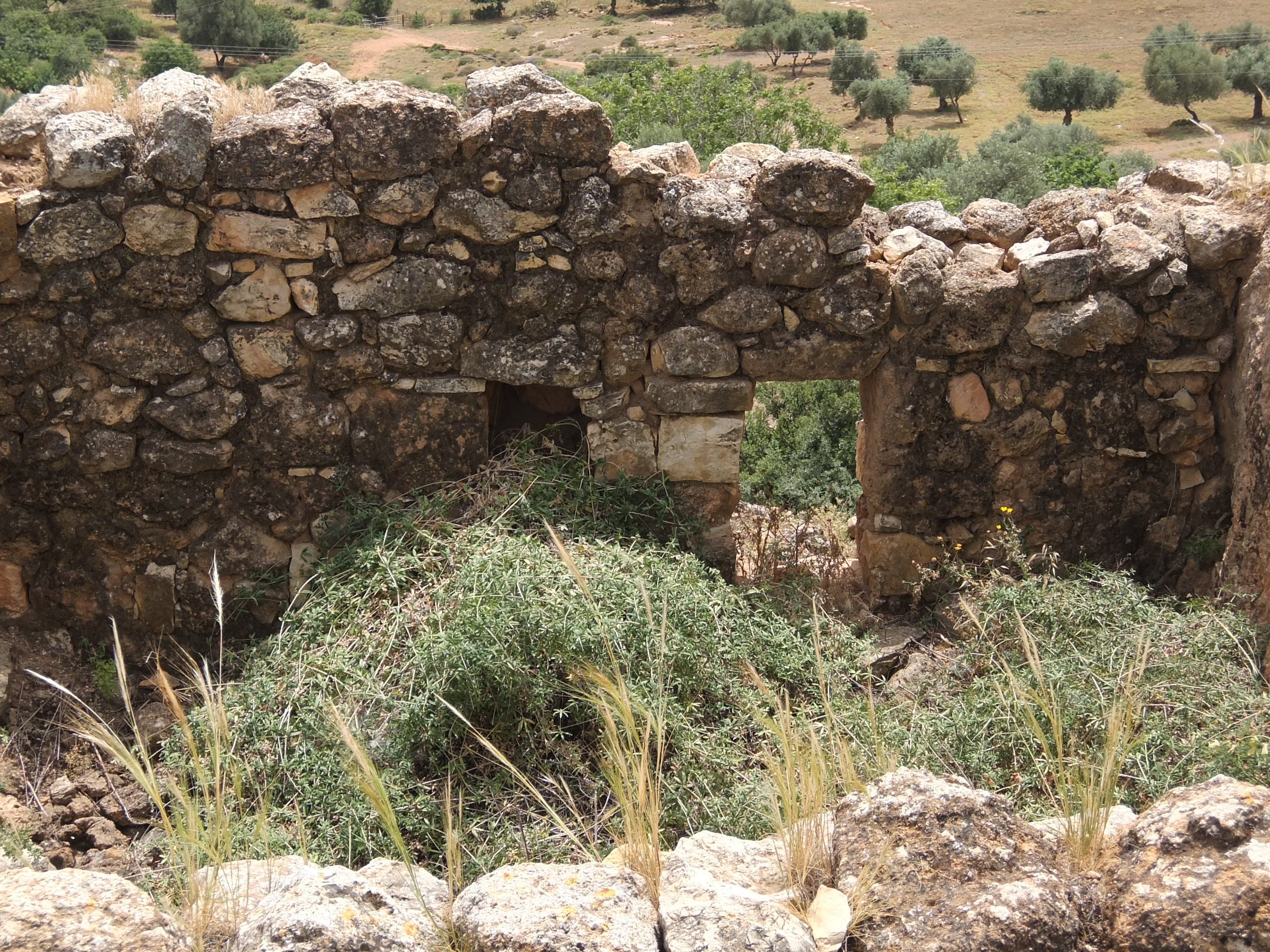
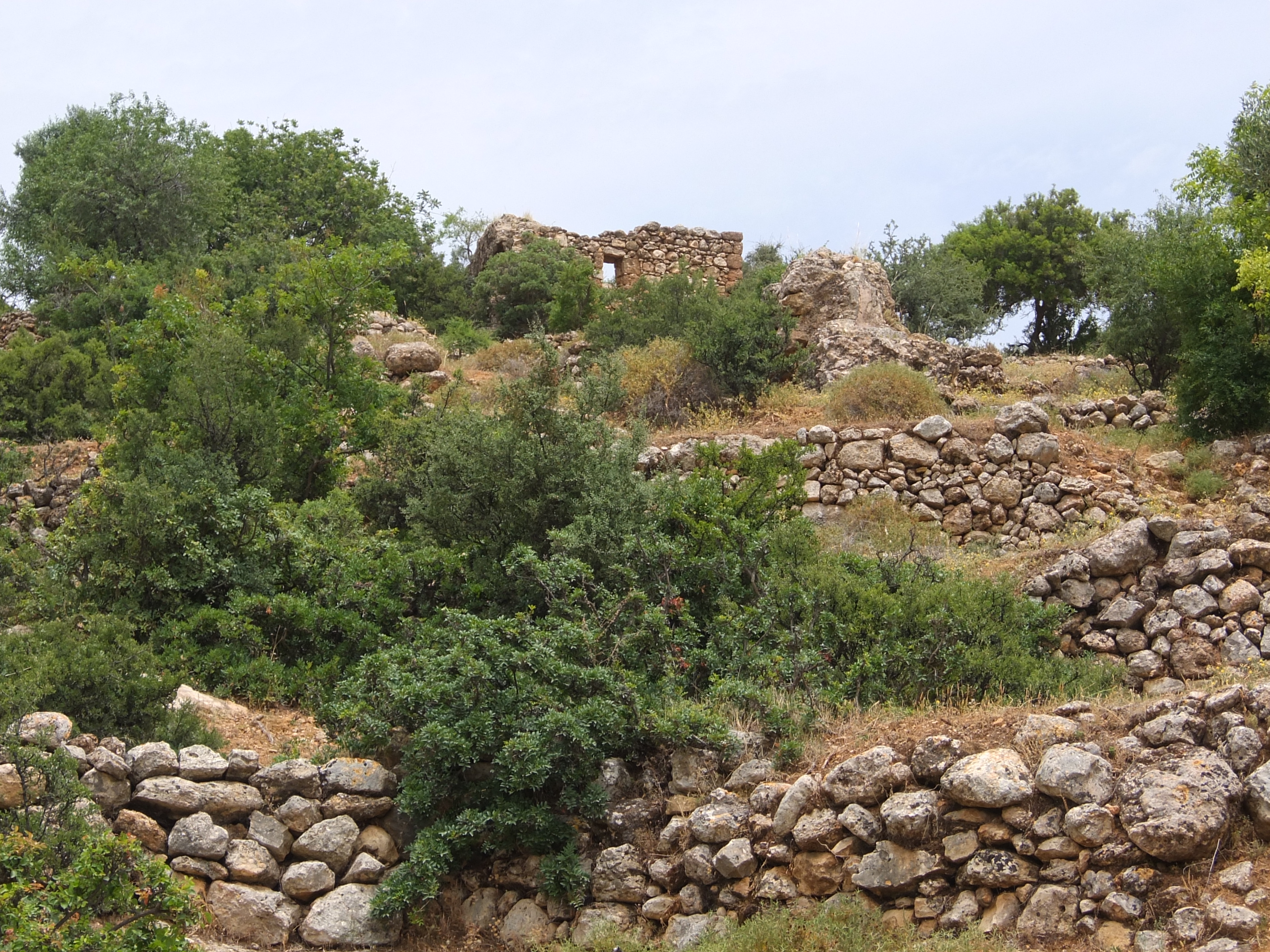
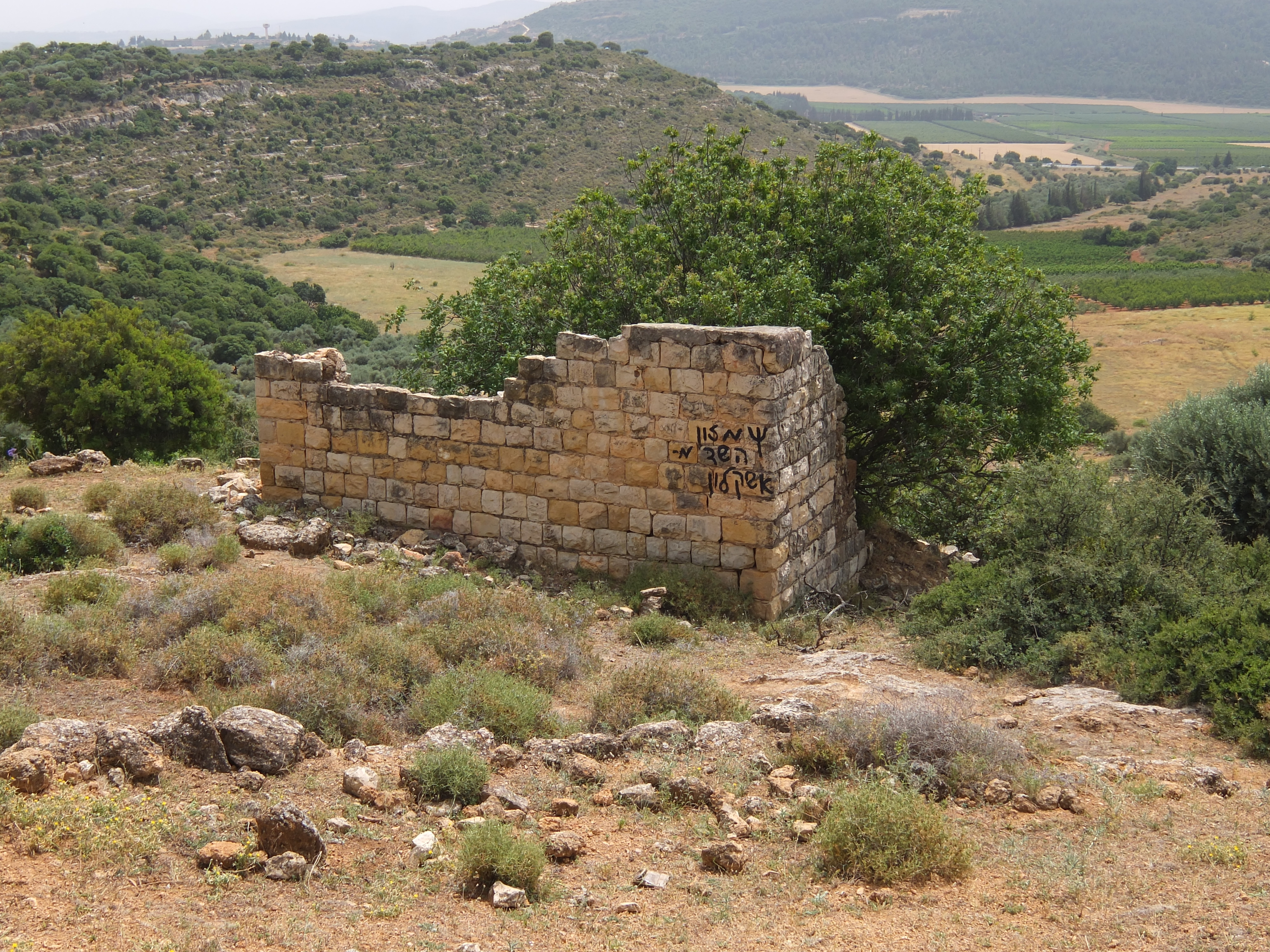
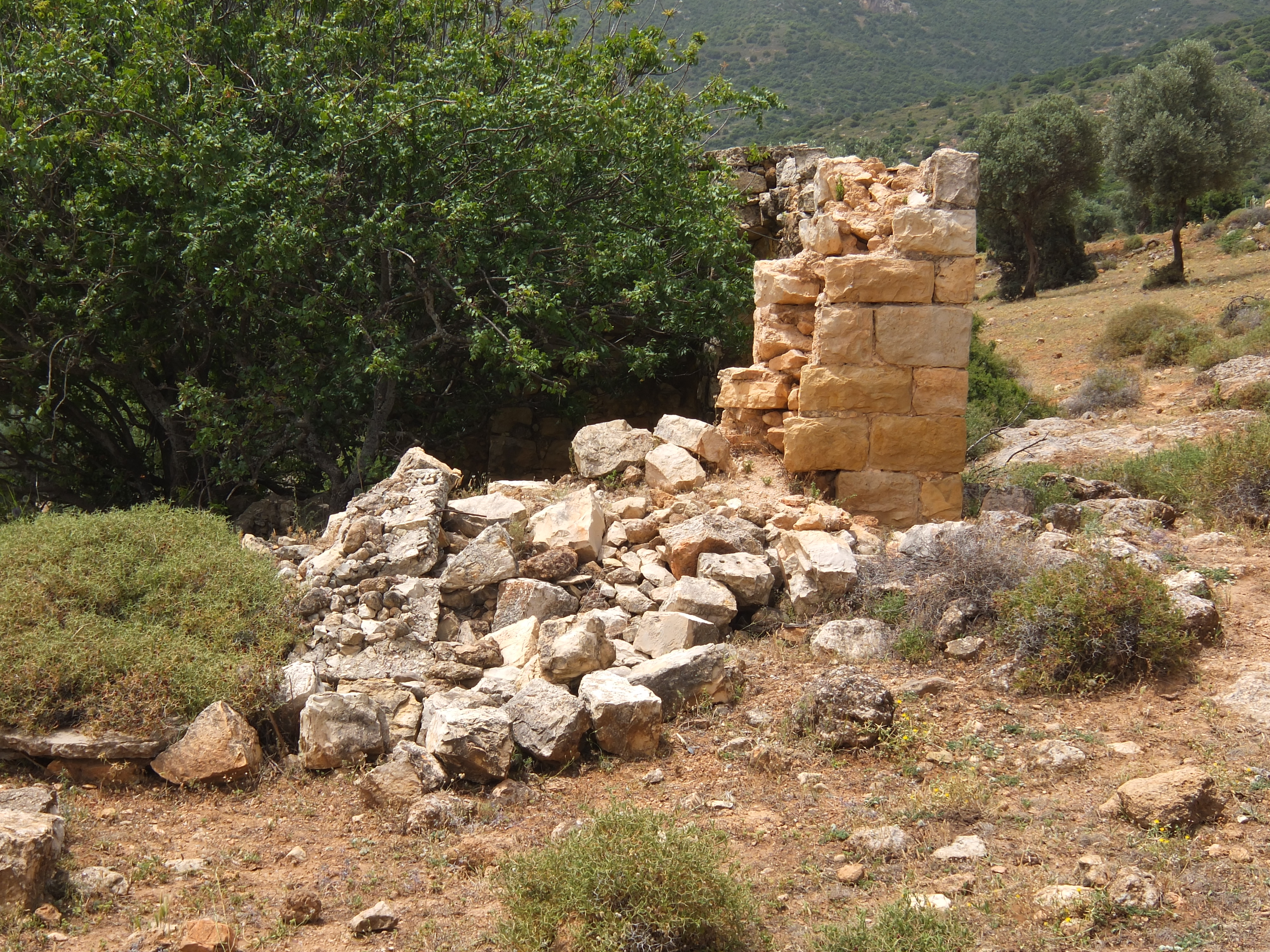
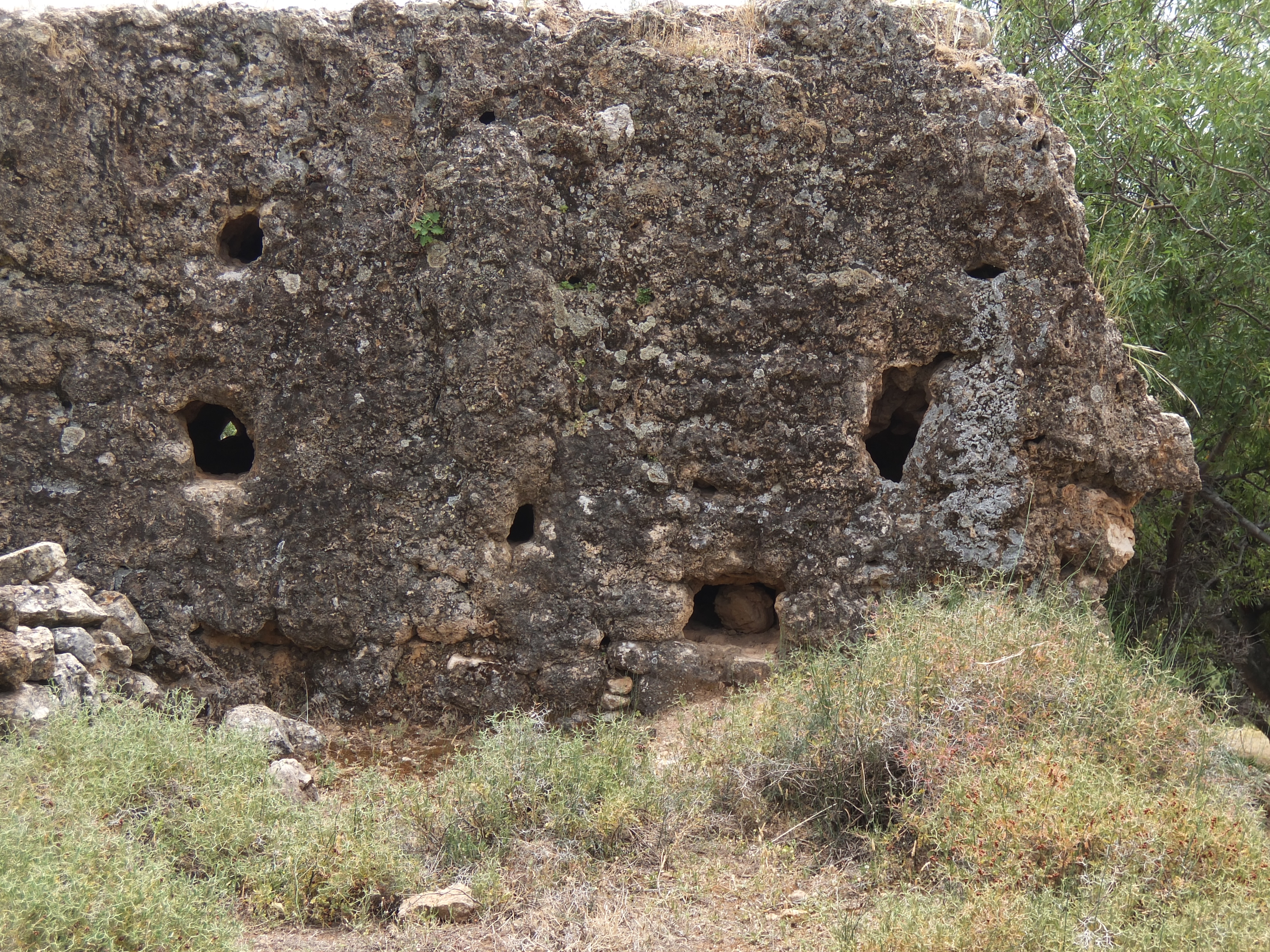
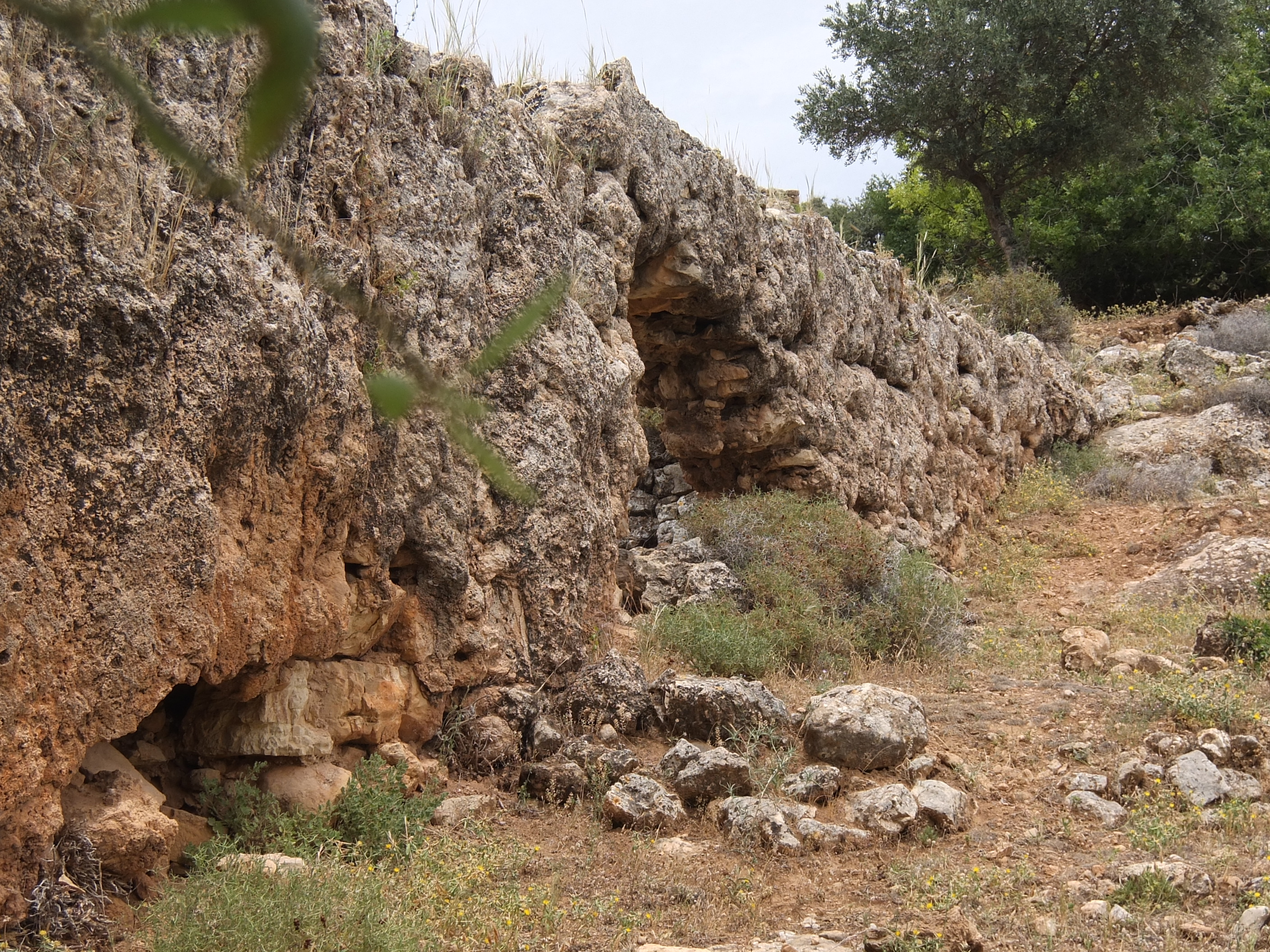
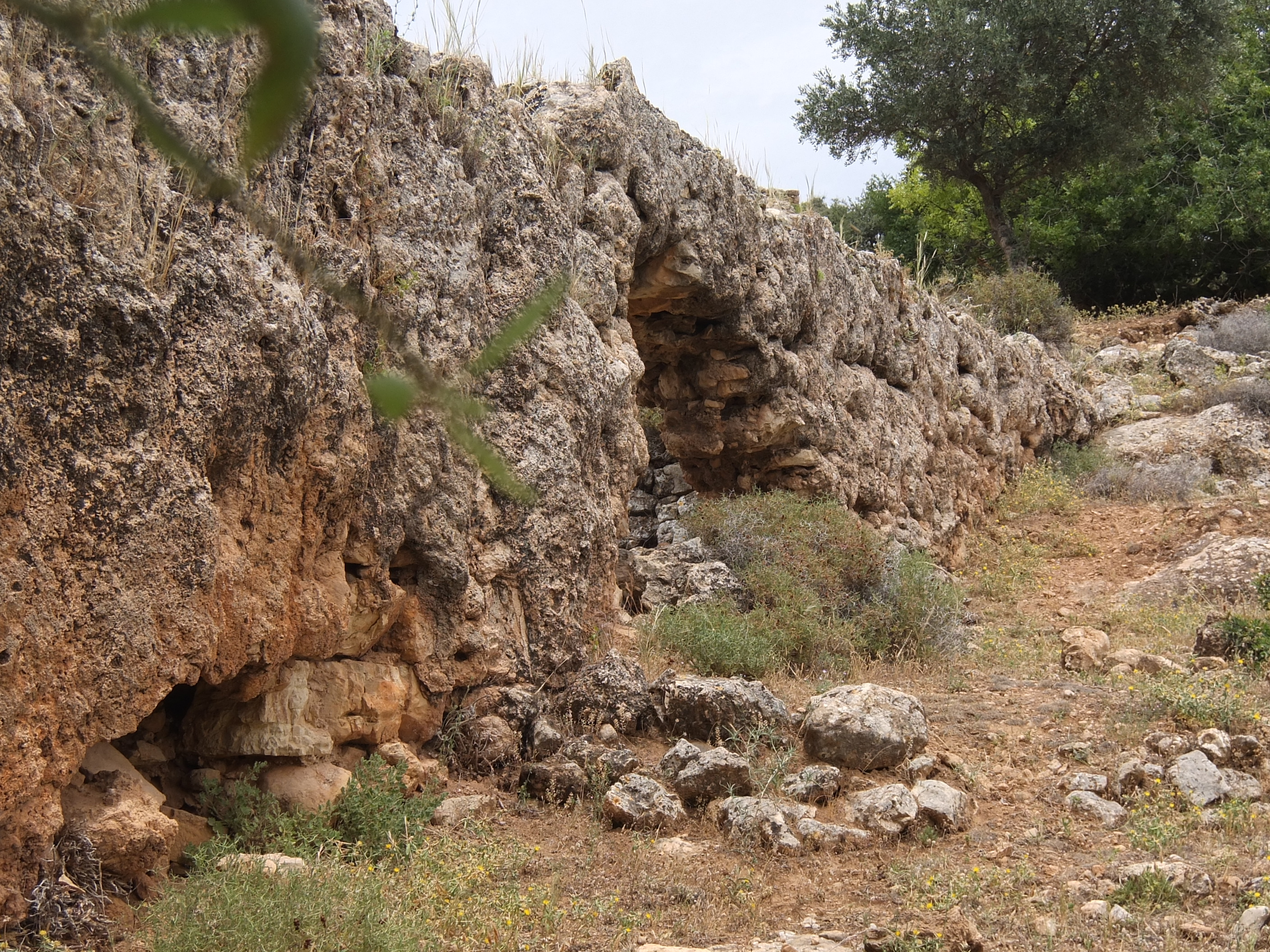
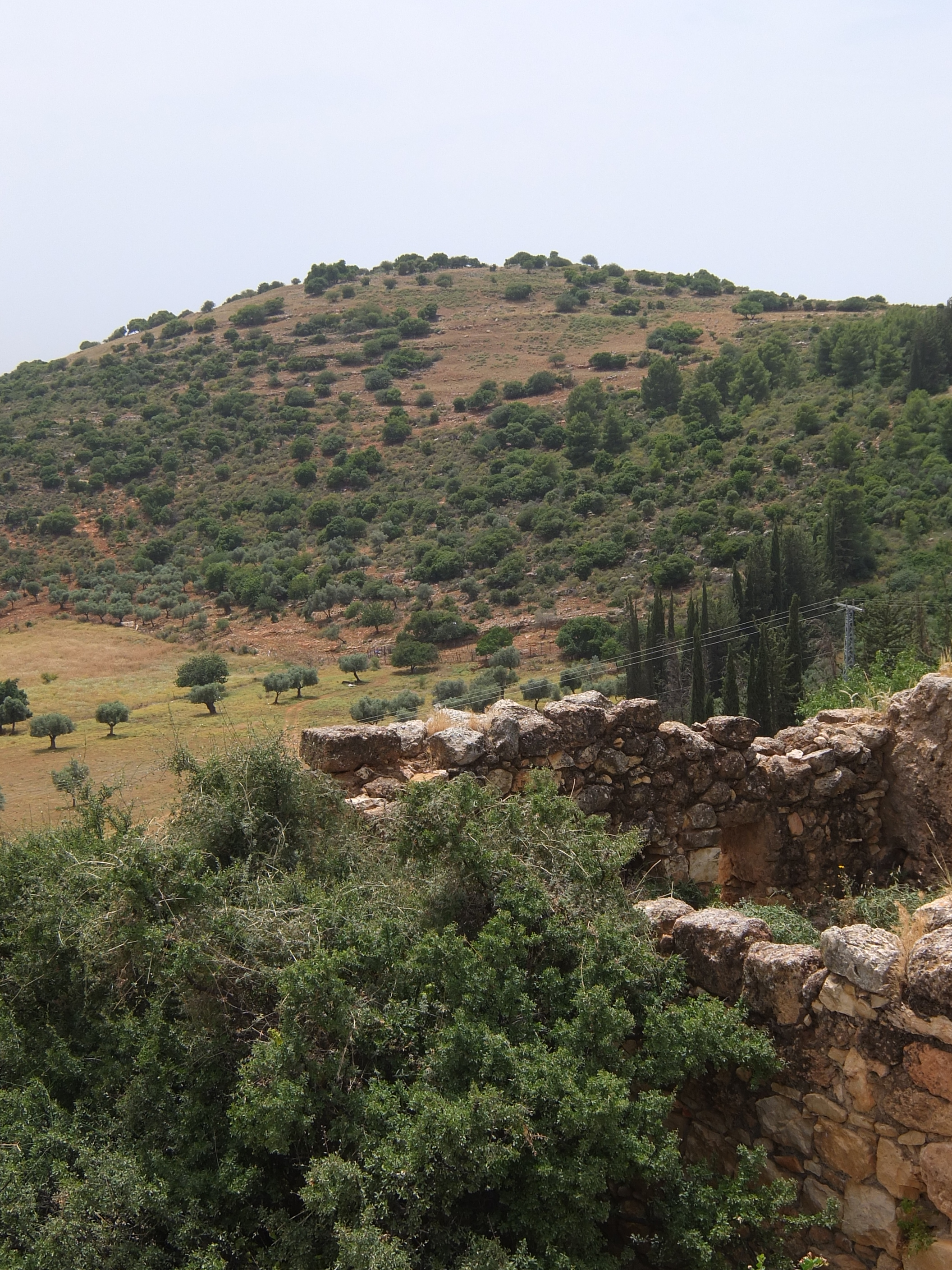
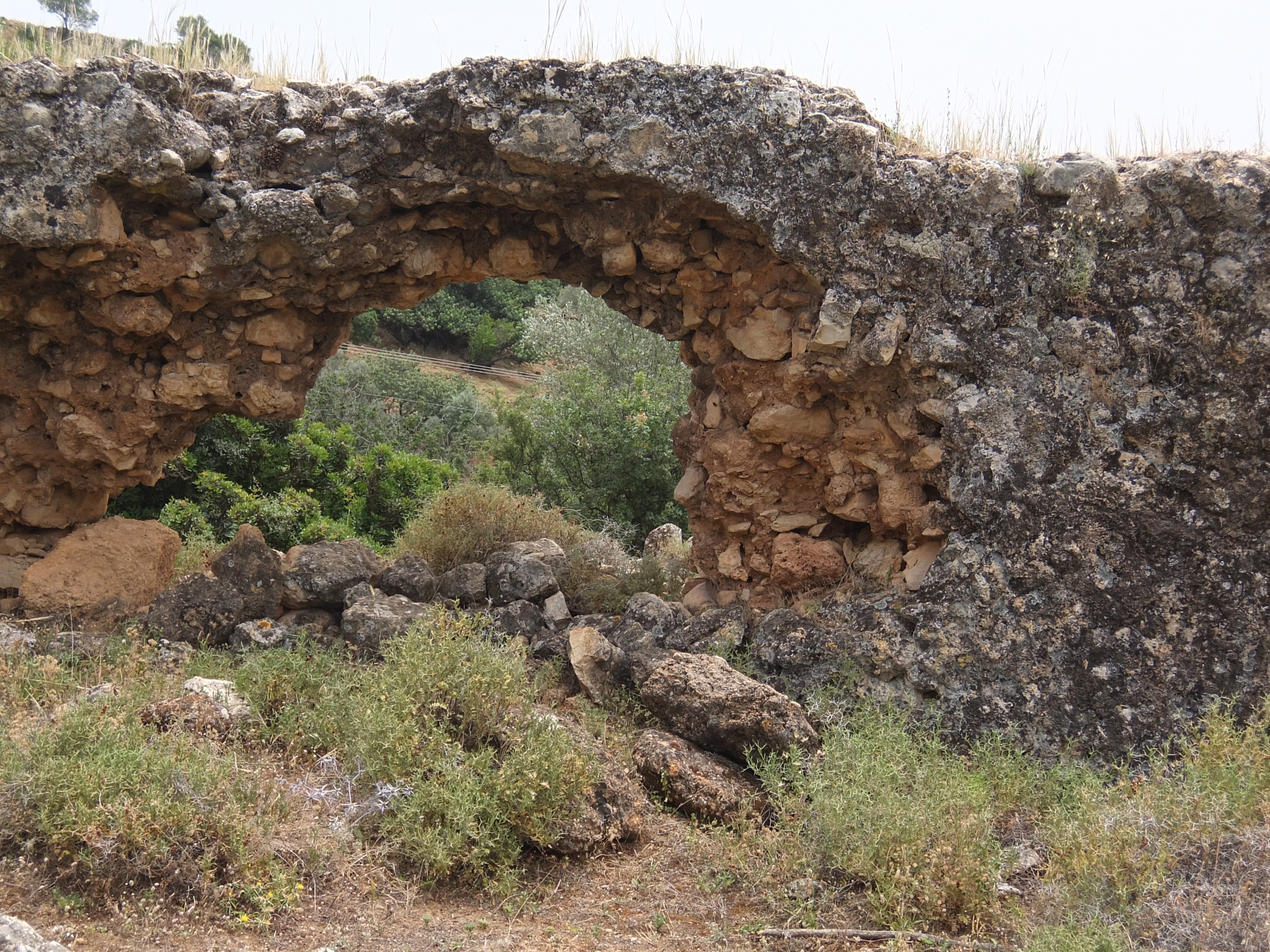
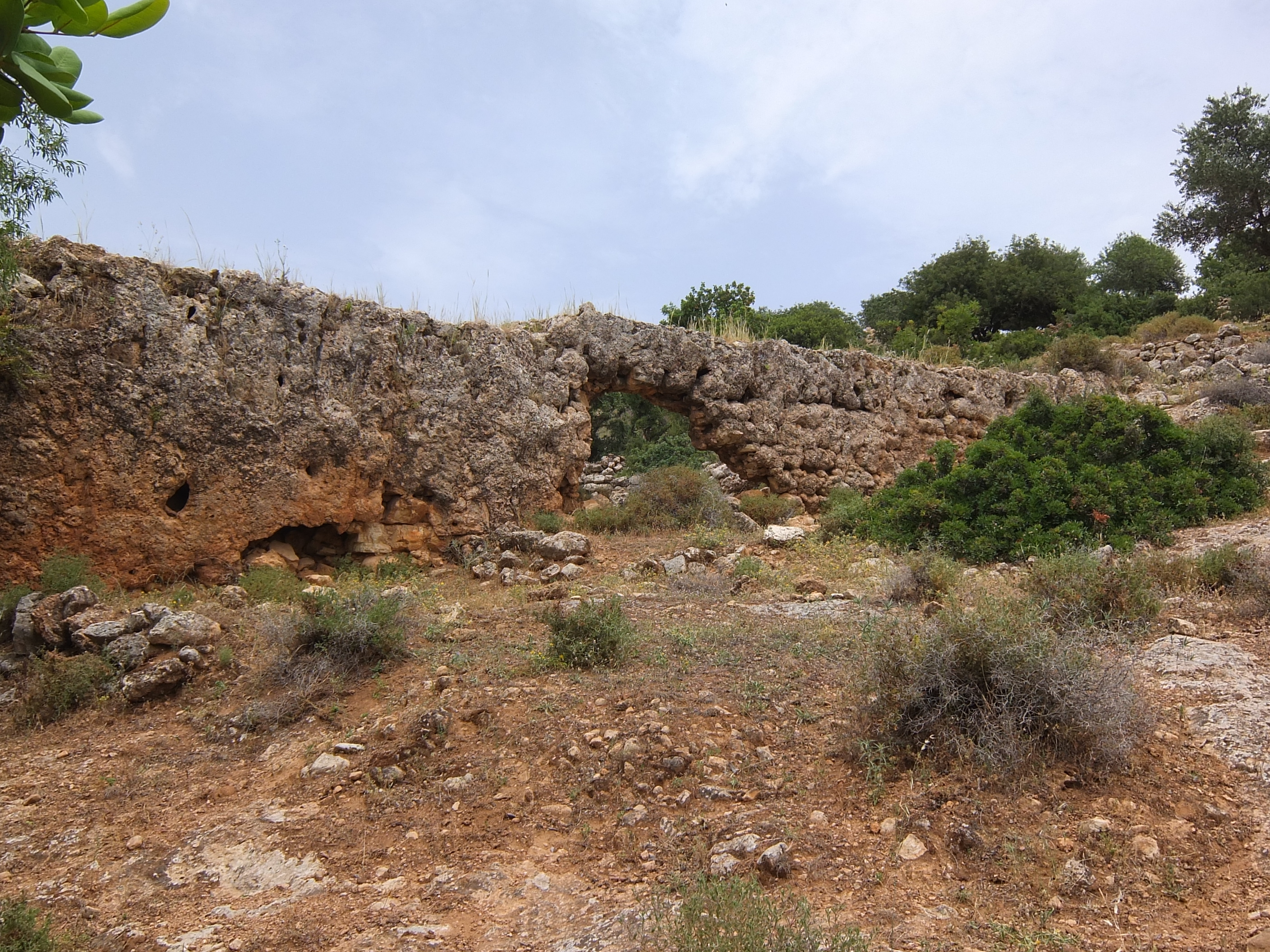
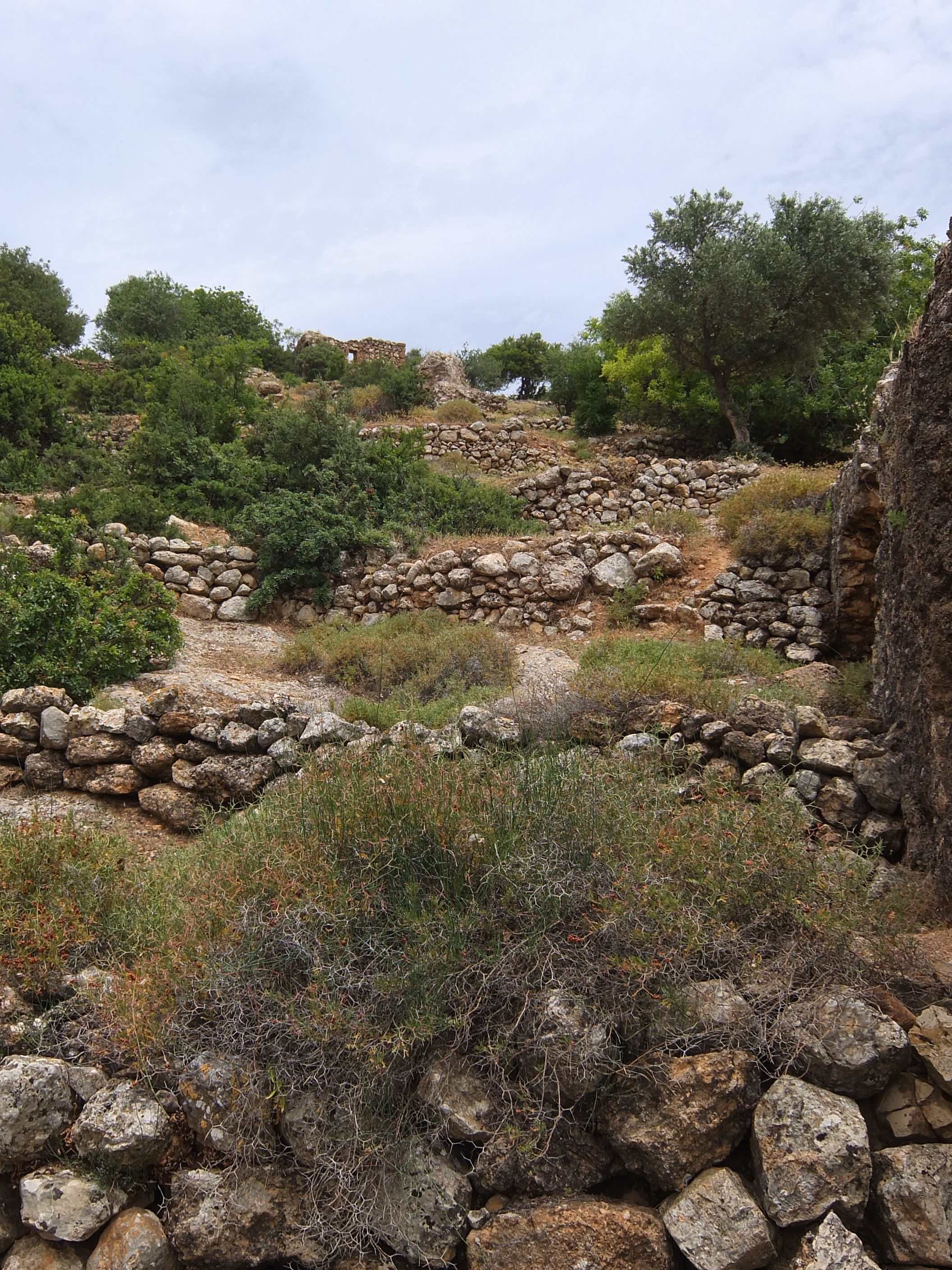
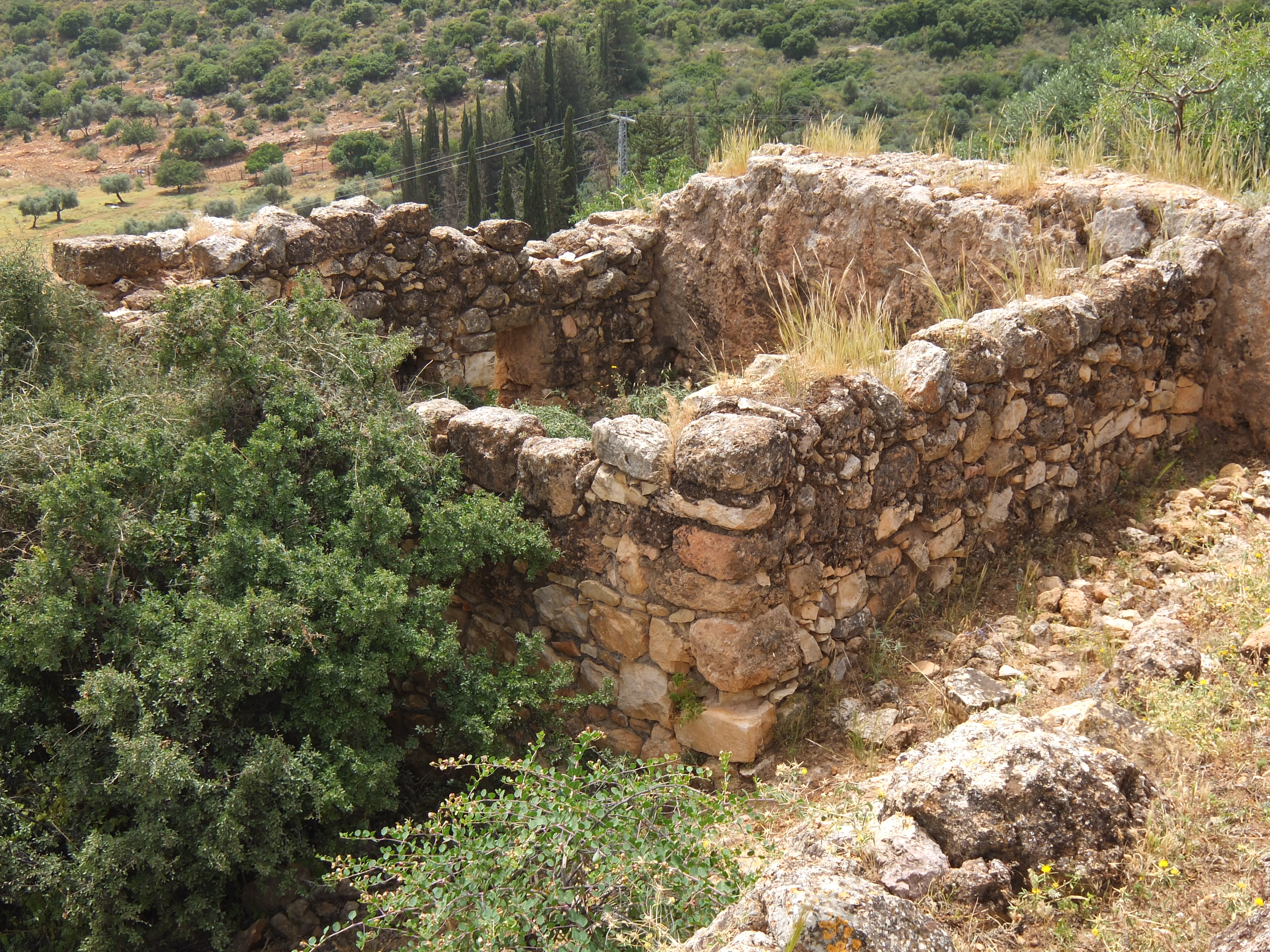
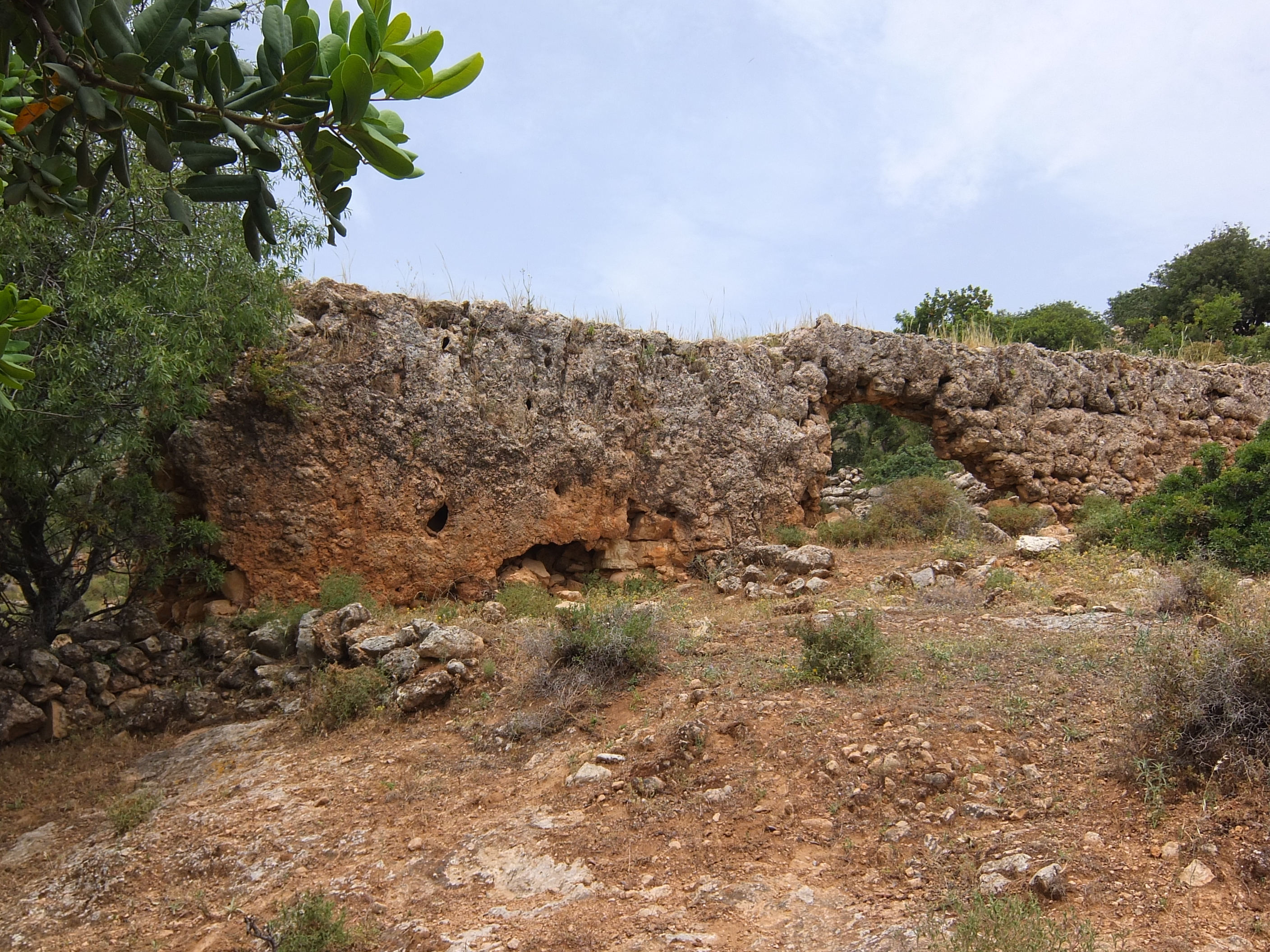
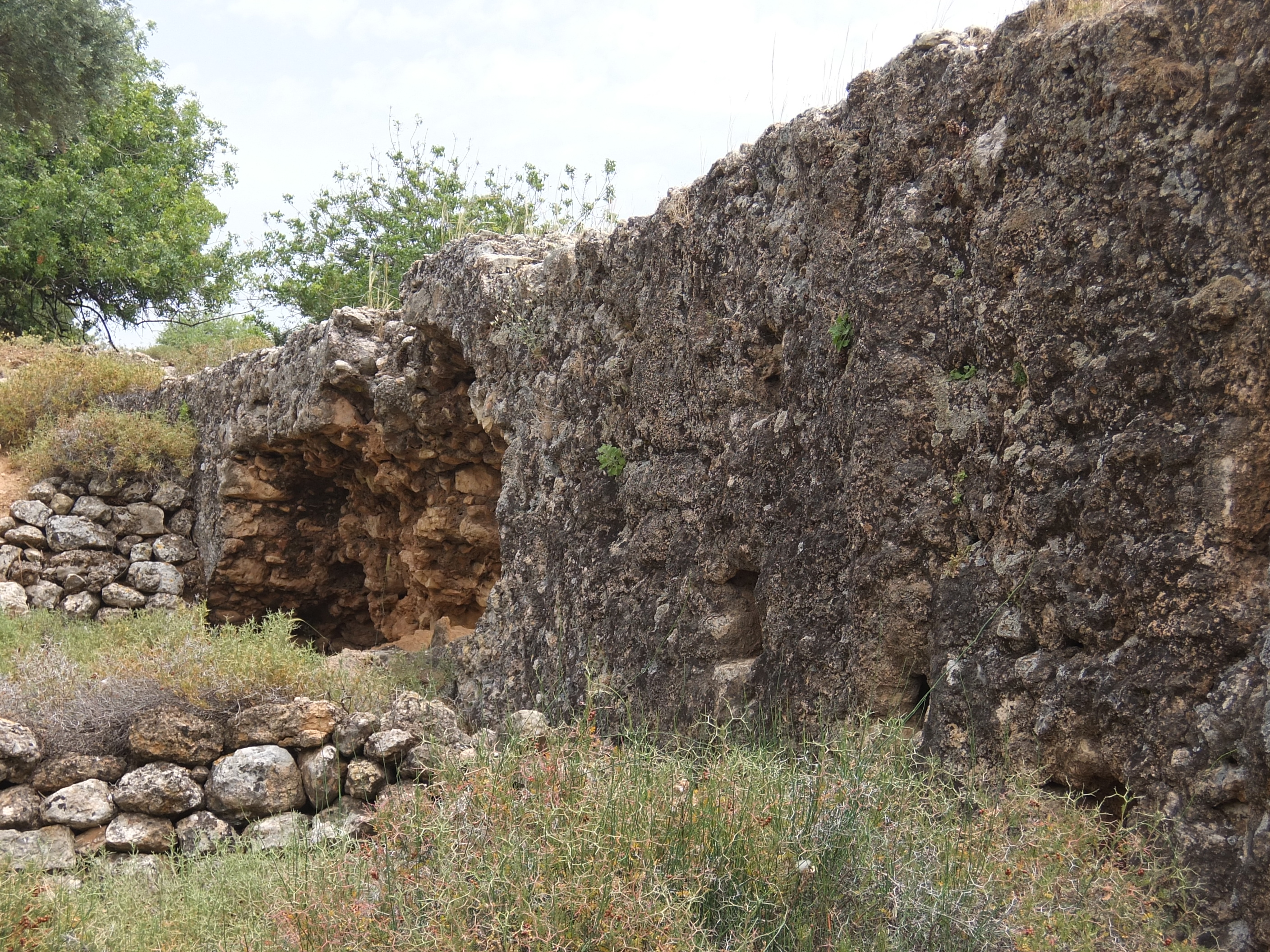

## وصلات خارجية
- الفراضية ترحب بكم